# Orde del Santíssim Redemptor
Les Monges Redemptoristes (en llatí Ordo Sanctissimi Redemptoris) són religioses de vots solemnes dedicades a la vida contemplativa i membres de l'orde monàstic) fundat el 1731 per Maria Celeste Crostarosa amb l'ajut de Sant Alfons Maria de Liguori. Les monges fan servir les sigles O.Ss.R.
No s'ha de confondre amb l'Orde del Sant Redemptor, orde militar del segle xii.

## Història
L'orde va ser fundat per la religiosa napolitana Maria Celeste Crostarosa (1696-1755). En 1724 va ingressar amb dues germanes al monestir de Scala, on s'observava la regla de les Visitandines, però que no estava reconegut per l'Orde de la Visitació; Crostarosa va redactar llavors una nova regla per a la comunitat, que acabà el 25 d'abril del 1725 i va ser adoptada al monestir el 13 de maig del 1731, gràcies al suport d'Alfonso Maria de Liguori.
Benet XIV aprovà la regla amb el breu de 8 de juny de 1750, donant a l'orde el nom del Santíssim Redemptor, com a la congregació de Liguori l'any precedent.
Un segon monestir va ser fundat per Alfons Maria Liguori a Sant'Agata dei Goti, on era bisbe. Uns cent anys després va començar l'expansió de l'orde, amb cases a Viena (1831) i Bruges. Avui hi ha convents a Àustria, Baviera, Bèlgica, França, Països Baixos, Irlanda, Anglaterra, Espanya, el Tirol i Canadà.

## Carisma i difusió
Les monges donen suport espiritual al carisma de la Congregació del Santíssim Redemptor: viuen en clausura i es dediquen a la pregària contemplativa.
Al final de 2009, l'orde comptava amb 46 monestirs i 447 religioses.